# Gmina Norberg
Gmina Norberg (szw. Norbergs kommun) – gmina w Szwecji, w regionie Västmanland, z siedzibą w Norberg.
Pod względem zaludnienia Norberg jest 267. gminą w Szwecji. Zamieszkuje ją 5 949 osób, z czego 49,45% to kobiety (2942) i 50,55% to mężczyźni (3007). W gminie zameldowanych jest 226 cudzoziemców. Na każdy kilometr kwadratowy przypada 14,13 mieszkańca. Pod względem wielkości gmina zajmuje 195. miejsce.